# Josef Bacon
Josef Bacon (Segesvár, 1857. január 27. – Segesvár, 1941. január 31.) orvos, politikus, múzeumalapító.

## Családja
Apja Joseph Martin Bacon Erdélyben élő német ügyvéd volt, anyja Therese Bacon, szül. Wenrich. Therese Bacon egyik első előharcosa volt a női egyenjogúságnak. A családban tíz gyermek született, de hatan már gyermekkorukban meghaltak. Az egyik testvér Marie Stritt volt, akit a német nőmozgalom egyik alapítójának tartanak.

## Munkássága
1883 és 1925 között Segesvár városi orvosa volt.  Ebben a minőségében előmozdította a város egészségügyi modernizálását. Többek között szót emelt a csatornázásért, járványkórház építéséért, az élelmiszerek ellenőrzéséért, TBC-szakrendelőért.
Helytörténész, gyűjtő és az erdélyi kulturális hagyaték védelmezője is volt – ma elsősorban mint múzeumalapítót tisztelik. A városi óratoronyban levő „Ó-Segesvár” múzeum alapítójaként és tiszteletbeli kurátoraként évtizedeken át gondozta és fejlesztette a múzeum gyűjteményét.